# Settling Accounts: The Grapple
Settling Accounts: The Grapple is het in 2006 verschenen derde deel van de Settling Accounts-tetralogie van de Amerikaanse schrijver Harry Turtledove, met een alternatieve geschiedenis waarin niet de Unie maar de Confederatie de Amerikaanse Burgeroorlog heeft gewonnen. De Settling Accounts-tetralogie volgt op How Few Remain en de trilogieën Great War en American Empire, en beschrijft een alternatieve Tweede Wereldoorlog.

## Plot
Na de slag om Pittsburgh brengen de Unietroepen twee aanvalstangen samen: een in Pennsylvania en een in Indiana. Om te voorkomen dat ze in een tangbeweging opnieuw worden ingesloten, trekken de Geconfedereerde troepen zich haastig terug over de Ohio. De strijd is nu weer min of meer terug bij af, maar de grotere productiecapaciteit van de USA begint zich meer en meer te wreken. Generaal Morrell valt Kentucky binnen en stoot op blitzkriegachtige wijze door naar Tennessee.
Ook wordt in 1943 Utah gepacifeerd, waarna troepen vrijkomen voor het bestrijden van de opstand in Canada. Hoewel de Republiek Quebec formeel niet de oorlog verklaart aan de Confederatie en de bondgenoten hiervan, helpt het Quebecaanse leger de Amerikanen wel met de bezetting van Canada en het neerslaan van de opstand. De Canadezen verfoeien Quebecaanse troepen nog meer dan Amerikanen omdat ze de onafhankelijkheid van Quebec als verraad zien.
Japan trekt zich terug van Guam en Midway, en keert zich vervolgens tegen de Britten. Singapore en Maleisië worden aangevallen en bezet. Hoewel de USA Japan uit de centrale Pacific heeft weggehouden, heeft Japan zich een zeer dominante positie in de Westelijke Pacific, Zuidoost- en Oost-Azië verworven. Zij zijn de spreekwoordelijke derde hond die er met het been vandoor gaat. De USA heeft nu de handen vrij om Baja California te bezetten, waardoor de Geconfedereerde Pacifische haven Guaymas geblokkeerd kan worden en luchtaanvallen op Sonora kunnen worden uitgevoerd.
In Sequoyah (Oklahoma) heeft de woedt een guerrilla-achtige strijd waarin beide zijden de oliebronnen saboteren. Hoewel de staat er in 1941 voor koos binnen de Unie te blijven, steunen veel Indiaanse inwoners de Confederatie. Westelijk daarvan verovert generaal Dowling Lubbock en richt opnieuw de staat Houston op. Jefferson Pinkard laat alle overblijvende gevangenen in Camp Determination 'reduceren' (vergassen), de grafgreppels dichtbulldozeren, en het kamp ontruimen. Bij het kleine plaatsje Humble nabij de stad (dus niet de staat) Houston, richt Pinkard een nieuw en nog efficiënter kamp op: Camp Humble. Hier wordt uitsluitend gebruikgemaakt van als badruimtes vermomde gaskamers (dus niet meer van gaswagens). Bovendien worden de doden niet begraven maar gecremeerd in een crematorium. Kort daarop bezetten de Unietroepen Camp Determination, en ontdekken de bewijzen van de genocide, die ze als propagandawapen inzetten. Woedend en vol walging dwingt Dowling een aantal notabelen van het naburige stadje tot een bezoek aan het kamp en de massagraven.
Zwarten die aan de razzia's ontkomen vormen guerrillagroepen die het de blanken steeds moeilijker maken. Bovendien sluiten ontsnapte krijgsgevangenen met militaire ervaring zich bij deze groepen aan. Featherston zet Mexicaanse hulptroepen tegen hen in.
De militaire inlichtingendienst van Geconfedereerd generaal Clarence Potter ontdekt dat de Unie een nucleair onderzoekslaboratorium in de staat Washington heeft opgezet. De Geconfedereerde luchtmacht bombardeert dit centrum ondanks de enorme afstand, en brengt aanzienlijke schade toe (gebaseerd op de Doolittle Raid). De Unie bombardeert hierop het Geconfedereerde onderzoekslaboratorium van professor FitzBelmont, waarbij een aantal wetenschappers omkomen. Toch eist Featherston vooruitgang en ondanks de steeds heviger bombardementen boekt de briljante FitzBelmont die ook.
In Europa trekken de Duitsers de Nederlandse grens over en beginnen met de bevrijding van Nederland. In het oosten dringen ze door tot Kiev en de nabijheid van Petrograd. Rusland is niet langer in staat tot offensieve acties maar geeft de strijd nog niet op. Ook blijven guerrilla's en terroristen actief: Ierse opstandelingen tegen de Britten die hun eiland in het begin van de oorlog bezet hadden, Slavische opstandelingen tegen de Oostenrijkers, Armeense opstandelingen tegen de Ottomanen, Finse, Joodse, Rode (communistische) en andere opstandelingen tegen de Russen. De strijd om de Atlantische Oceaan blijft doorgaan, waarbij de USA Bermuda in een amfibische operatie bezet, en opstandelingen (waaronder een jonge Fidel Castro) op Geconfedereerd Cuba aan land zet.
Generaal Patton probeert Morells opmars te stoppen bij het (spoor)wegenknooppunt Chattanooga, Tennessee. Dit wordt verijdeld door een parachutistenlanding op Lookout Mountain en Missionary Ridge, waardoor Patton gehaast moet terugtrekken om niet ingesloten te raken. Morrell weet door te stoten naar Atlanta waardoor hij wederom een belangrijk verkeersknooppunt bezet en de Confederatie in tweeën dreigt te splijten (zoals in werkelijkheid geschiedde door Sherman's Mars naar de Zee). Verder worden Kentucky en Tennessee opnieuw toegelaten tot de Unie, maar onder gelding van de staat van beleg.
President LaFollette doet hierop aan Featherston een vredesaanbod: als hij zich overgeeft zullen hij en zijn getrouwen geen haar worden gekrenkt maar worden verbannen naar een eiland (a la Napoleon). Featherstons antwoord is dat hij nog lang niet verslagen is, en om dit kracht bij te zetten lanceert de Confederatie twee raketten tegen Philadelphia. Featherston hoopt nu op nieuwe wonderwapens die het tij alsnog kunnen keren: raketten, zwaardere tanks, bazooka's, de atoombom. Bovendien wordt nu vrijwel de gehele mannelijke strijdbare blanke bevolking in dienst opgeroepen, inclusief oudere mannen en jongens.
Ondertussen overweegt stafchef generaal Nathan Bedford Forrest III dat het misschien tijd beter is om Featherston te vervangen, en zet een samenzwering op.